# 赫頓 (伊利諾伊州)
赫頓（英語：Hutton）是位於美國伊利諾伊州科爾斯縣的一個非建制地區。該地的面積和人口皆未知。

## 地理
赫頓的座標為39°24′45″N 88°55′04″W / 39.41250°N 88.91778°W，而該地的平均海拔高度為214米（即702英尺）。